# Kattepura, Somvarpet
Kattepura là một làng thuộc tehsil Somvarpet, huyện Kodagu, bang Karnataka, Ấn Độ.